# Людовик (герцог Ангулемский)
Людовик (Луи-Антуан; фр. Louis Antoine, 6 августа 1775[…], Версаль — 3 июня 1844[…], Гориция, Австрийское Приморье) — герцог Ангулемский, представитель старшей линии французских Бурбонов. В 1830 году несколько минут номинально «царствовал» как «Людовик XIX» (фр. Louis XIX), а с 1836 года до конца жизни был главой французского королевского дома (партии легитимистов в изгнании). Адмирал Франции (18 мая 1814). Последний дофин Франции (1824—1830).

## Происхождение и эмиграция
Принц Луи Французский родился 6 августа 1775 года в Версале. Он был старшим сыном 18-летнего графа Шарля д’Артуа, будущего короля Карла X, и 19-летней Марии-Терезы Савойской, и племянником королей Людовика XVI и Людовика XVIII; с рождения получил от дяди титул герцога Ангулемского.
В эмиграции (семья графа д’Артуа выехала из Франции в Турин 13 июля 1789 года, как раз накануне штурма Бастилии) герцог Ангулемский числился в армии принца Конде, поддерживал роялистское восстание в Вандее в 1795 году. В 1799 году его женили в Митаве, на территории Российской империи, на двоюродной сестре Марии Терезе, чудом спасшейся из Тампля дочери Людовика XVI и Марии-Антуанетты. Этот брак оказался бездетным, а впоследствии убийство его младшего брата, герцога Беррийского в 1820 году поставило династию на грань вымирания, но вдова последнего в том же году родила сына — Генриха, герцога Бордоского (графа де Шамбор). Герцог Ангулемский участвовал в битве при Гогенлиндене на стороне антинаполеоновской коалиции, а в 1807 году был изгнан после Тильзитского мира из России в Великобританию, где пробыл до 1814 года. Неоднократно он пытался вернуться в Россию для участия в Отечественной войне и заграничном походе, но получал отказ от Александра I.

## Две войны в Испании. Георгиевский кавалер
После реставрации Бурбонов в 1814 году Людовик стал вторым после своего отца в очереди к престолу. В марте 1814 года прибыл из Англии в Бордо, участвовал в боях в Испании в 1814 году в армии Веллингтона. Во время Ста дней в 1815 году задержан по приказу Наполеона I маршалом Груши и отправлен в Сет на южном берегу Франции, а затем вновь кратковременно выехал в Великобританию. 2 июня 1815 года был награждён орденом Св. Андрея Первозванного.
В 1822—1823 годах он командовал войсками Франции, подавлявшими (в рамках политики Священного союза) восстание Риего в Испании; в походе участвовали наполеоновские маршалы Монсей и Виктор. За победу при Трокадеро и «успешное окончание войны с Испанией» герцог Ангулемский получил от Александра I орден Святого Георгия 1-й степени и стал одним из всего 25 кавалеров этого высшего российского ордена (22 ноября 1823).
После смерти дяди Людовика XVIII в 1824 году и вступления на престол Карла X Людовик стал наследником престола и дофином Вьеннским, хотя по-прежнему был широко известен как «герцог Ангулемский».

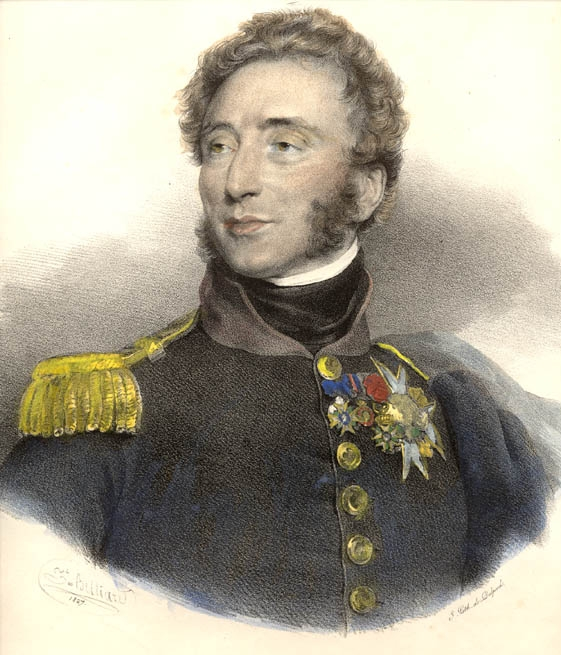
Людовик Ангулемский, последний дофин Франции

## Двадцать минут
Июльская революция 1830 года побудила Карла отречься от престола, причём он потребовал отречения и старшего сына (чтобы передать власть внуку Генриху). Герцог Ангулемский подписал отречение 2 августа 1830 года (неохотно) через 20 минут, так что с формальной точки зрения он эти 20 минут царствовал как Людовик XIX. После королём был провозглашён герцог Орлеанский как Луи-Филипп I.

## Последние годы
Вместе с отцом, женой и племянником экс-дофин эмигрировал 16 августа и носил в изгнании титул «граф де Марн». В 1835 году герцог Ангулемский передал посетившему его в Австрии депутату-легитимисту Пьеру Берье письмо, в котором объявил недействительным своё отречение от трона, сделанное не добровольно, но под давлением обстоятельств. Этот документ вызвал большой скандал во французском парламенте. После кончины отца 6 ноября 1836 он оказался старшим в мужском колене Капетингов (и, с точки зрения легитимистов, не признававших их отречений, королём Франции и Наварры Людовиком XIX de jure).
Он умер 3 июня 1844 года там же, где и его отец (в австрийском Гёрце, ныне это Гориция в Италии), и похоронен рядом с ним в Кастаньявицце (ныне Словения). После него дом Бурбонов возглавил племянник граф де Шамбор («Генрих V»).